# Walter Hirche
Karl Walter Hirche, né le 13 février 1941 à Leipzig, est un homme politique allemand membre du Parti libéral-démocrate (FDP).
Après avoir été brièvement président du groupe FDP au Landtag de Basse-Saxe en 1978, il occupe ce poste de 1982 à 1986 puis devient ministre de l'Économie dans la coalition noire-jaune d'Ernst Albrecht jusqu'à sa défaite aux élections de 1990. Quelques mois plus tard, il est nommé ministre de l'Économie du Brandebourg, tout juste rétabli après la disparition de l'Allemagne de l'Est, dans un gouvernement de coalition en feu tricolore dirigé par Manfred Stolpe, qui prend fin avec la victoire des sociaux-démocrates à la majorité absolue en 1994.
Il est élu juste après député fédéral de Basse-Saxe au Bundestag, puis se voit désigné secrétaire d'État parlementaire du ministère fédéral de l'Environnement. Il est contraint de renoncer à ce poste en 1998 mais continue de siéger au Bundestag jusqu'en 2002.
En 2003, à la suite du retour au pouvoir de l'alliance CDU/FDP en Basse-Saxe sous la direction de Christian Wulff, il redevient ministre de l'Économie et obtient le poste de Vice-Ministre-président. Reconduit en 2008, il se retire un an plus tard de la vie politique.

## Éléments personnels

### Formation et carrière
Après avoir passé son Abitur, il suit des études supérieures d'histoire, de français et de sciences politiques à l'université de Heidelberg puis à l'université de Grenoble, dans le but de devenir instituteur. En 1968, il est élu pour deux ans au sénat de l'université de Heidelberg et devient un an plus tard directeur du bureau de Basse-Saxe de la fondation Friedrich-Naumann, un poste qu'il occupe pendant trois ans. Il travaille ensuite comme archiviste chez Preussag de 1978 à 1982.
En 2003, il préside la commission allemande pour l'Unesco.

## Carrière politique

### Parcours militant
Adhérent du Parti libéral-démocrate (FDP) depuis 1970, il est désigné trois ans plus tard coordinateur de la fédération régionale de Basse-Saxe, un mandat qu'il conserve jusqu'en 1975, et intègre en 1984 la présidence fédérale. En 1994, Walter Hirche est élu président du FDP de Basse-Saxe, puis quitte l'année suivante la présidence fédérale, dont il est à nouveau membre de 1997 à 1999.
Il renonce à la présidence régionale du parti en 2006 au profit de Philipp Rösler, et occupe depuis 2009 la présidence d'honneur.

### Au niveau régional
Il siège au Landtag de Basse-Saxe de 1974 à 1978, occupant brièvement la présidence du groupe FDP au cours de sa dernière année de mandat.
Il y revient en 1982 et retrouve alors la présidence du groupe des députés libéraux pour la durée de la législature. Le 9 juillet 1986, il est nommé ministre régional de l'Économie, des Transports et de la Technologie dans la nouvelle coalition noire-jaune d'Ernst Albrecht. L'alliance perd sa majorité quatre ans plus tard au profit d'une coalition rouge-verte dirigée par Gerhard Schröder.
Il quitte le gouvernement de Basse-Saxe le 21 juin 1990, puis le Landtag. Il retrouve 1er novembre un siège gouvernemental en devenant ministre de l'Économie, des Petites et moyennes entreprises et de la Technologie du Brandebourg, un Land d'Allemagne de l'Est tout juste rétabli, dans le gouvernement SPD/FDP/Vert, le premier du genre, du social-démocrate Manfred Stolpe. Se présentant aux élections fédérales du 16 octobre 1994, il annonce qu'il abandonnera son ministère quel que soit le résultat des régionales du 11 septembre précédent, et qui se soldent par la disparition du FDP du Landtag et une majorité absolue pour le SPD.
Réélu au Landtag de Basse-Saxe lors des élections régionales de 2003, Walter Hirche est nommé le 4 mars Vice-Ministre-président et ministre de l'Économie, du Travail et de la Technologie dans la coalition noire-jaune de Christian Wulff. Il ne se représente pas aux élections régionales de 2008, et quitte le cabinet régional le 18 février 2009. Il est alors remplacé par le jeune Philipp Rösler.

### Au niveau fédéral
En 1994, il est élu député fédéral de Basse-Saxe au Bundestag, puis est désigné secrétaire d'État parlementaire du ministère fédéral de l'Environnement sous la direction de la ministre, Angela Merkel. Il est contraint de démissionner quatre ans plus tard, à la suite de l'arrivée au pouvoir d'une alliance entre sociaux-démocrates et écologistes, et continue de siéger au Bundestag, en tant que vice-président du groupe FDP, jusqu'en 2002.